# Grønnings kyrka
Grønnings kyrka (även kallad Ytre Eidsfjords kyrka) är en kyrkobyggnad i orten Grønning på Langøya i Hadsels kommun i Nordland fylke, Norge.
Den är en långkyrka i trä och uppfördes 1968 efter ritningar av Ola Stavseth från Stokmarknes, delvis genom ombyggnad av en före detta skolbyggnad. Åren 2001–2003 restaurerades kyrkan och byggdes ut. Den har cirka 100 platser, men det intilliggande församlingshuset kan också tjänstgöra som ett utvidgat kyrkorum, vilket höjer kapaciteten till cirka 200.
En tidigare kyrka i Grønning byggdes 1882, men brann ned 1935.